# 前1470年代
| 千纪： | 前2千纪 |
| 世纪： | 前16世纪 \| 前15世纪 \| 前14世纪                                                                                     |
| 年代： | 前1500年代 \| 前1490年代 \| 前1480年代 \| 前1470年代 \| 前1460年代 \| 前1450年代 \| 前1440年代                       |
| 年份： | 前1479年 \| 前1478年 \| 前1477年 \| 前1476年 \| 前1475年 \| 前1474年 \| 前1473年 \| 前1472年 \| 前1471年 \| 前1470年 |

重要事件及趋势
- 前1479年（一说前1473年），埃及法老图特蒙斯二世去世，其幼子图特蒙斯三世即位，其妻哈特谢普苏特掌握实权，成为女法老（前1479-前1458）

重要人物